# 공인전자문서 중계자

공인전자문서중계자란, 공인전자주소 등록대행 및 타인을 위하여 전자문서의 송신, 수신 또는 중계하는 자로서 대한민국 미래창조과학부 장관의 지정을 받은 법인 또는 국가기관을 말한다(전자문서 및 전자거래 기본법 제2조).

## 지정 기준
- 전자문서 유통의 안전성과 신뢰성을 확보하기 위하여 전자문서 유통에 관하여 전문성을 보유한 자를 '공인전자문서중계자'로 지정한다(전자문서 및 전자거래 기본법 제31조의18①).
- 공인전자문서중계자로 지정을 받을 수 있는 자는 법인 또는 대통령령으로 정하는 국가기관 등으로 제한한다(전자문서 및 전자거래 기본법 제31조의18②).

- 공인전자문서중계자로 지정을 받기위해 전자문서 유통에 필요한 인력.재정.기술능력을 갖추어야 한다(전자문서 및 전자거래 기본법 시행령 제15조의14).

| 1. 운영인력 - 자격기준을 갖춘 운영인력을 5명 이상으로 구성해야 한다. - 정보통신기사, 정보처리기사 및 전자계산조직응용기사 이상의 국가기술자격 또는 관련분야에서 2년이상 경력을 보유한 5인 이상의 인력을 갖추도록 규정한다. 2. 재정능력 - 영리법인은자본금 20억원 이상 보유하고 있어야 한다. - 비영리법인은 기본재산 또는 자본총계 10억원 이상 보유하고 있어야 한다. 3. 시설 및 장비 - 전자문서의 송신.수신 및 보관설비 - 전자문서 유통정보 생성 및 검증설비 - 전자문서 날짜.시각 및 운용기록을 기록.관리하는 설비 - 시설.장비 및 정보를 안전하게 운용하기 위한 보호설비 - 시스템 관리 및 복제.저장설비 |

## 지정 절차
- 지정신청: 공인전자문서중계자로 지정을 받고자 하는 법인은 미래창조과학부에 공인전자문서중계자 지정신청서를 작성하여 제반서류와 함께 제출한다.
- 서류심사: 신청서류를 접수한 미래창조과학부는 지정요건 충족여부를 확인한 후, 정보통신산업진흥원(NIPA)에 기술심사를 의뢰한다.
- 기술심사: 정보통신산업진흥원은 지정신청 법인의 시설 및 장비 등에 대해 확인하고, 심사결과를 미래창조과학부에 보고한다.
- 지정결정: 심사결과에 근거하여 공인전자문서중계자 지정 여부를 결정한다.
- 지정서 교부: 공인전자문서중계자로 지정된 법인에게 '공인전자문서중계자 지정서'를 발급한다.

- 지정심사는 지정신청서 접수일로부터 공인전자문서중계자 지정서 발급일까지 총 100일(일요일, 공휴일 제외) 이내에 처리된다.
- 지정신청서를 제출하기 전, 정보통신산업진흥원으로부터 지정신청 방법, 시설.장비 등의 구축 및 기술심사 방법 등을 안내받을 수 있다.
- 공인전자문서중계자 기술심사는 총 3회차 이내로 진행된다(부적합 항목이 발생하는 경우에는 부적격으로 처리).

## 공인전자문서중계자의 주요서비스
- 공인전자주소 등록대행

신뢰기반의 전자우편서비스를 이용하기 위해 필요한 공인전자주소의 등록 및 변경 등에 관한 서비스를 제공한다.
- 전자문서 송.수신 서비스

공인전자주소 기반으로 안전하고, 정확한 전자문서 송.수신 서비스를 제공한다.
- 전자문서 중계서비스

증명서 발급기관과 증명서 접수기관 간 전자문서 중계서비스를 제공한다.